# 쑤저우역

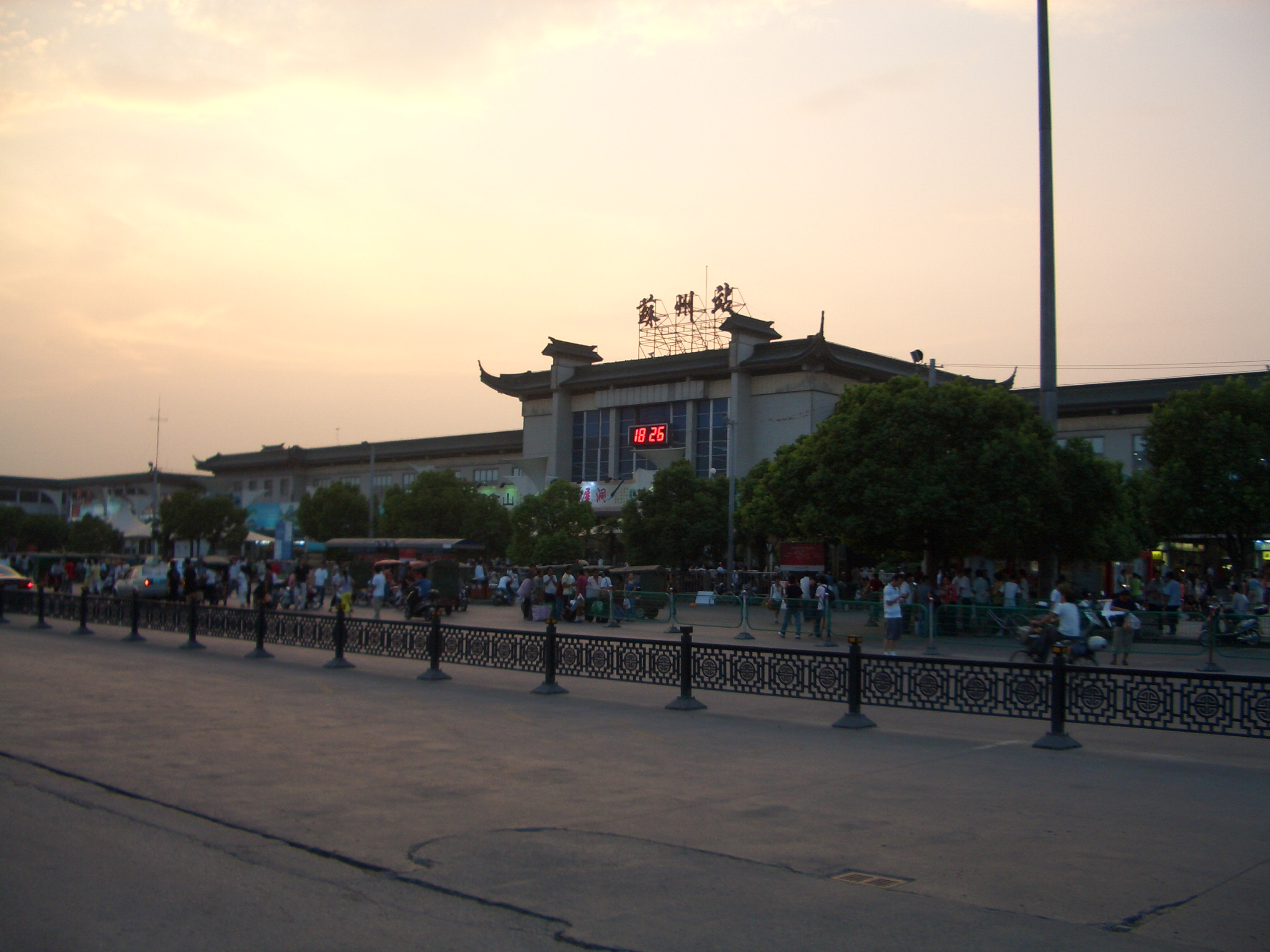
쑤저우 역

쑤저우역(중국어 간체자: 苏州(火车)站, 정체자: 蘇州站 쑤저우 역[*], 영어: Suzhou Railway Station)은 중화인민공화국 장쑤성 쑤저우에 위치한 중국 철도 상하이 철로국이 관할하는 기차역이다. 1906년 7월 16일 영업을 시작하였다.

## 노선
- 중국 철도
  - 징후 선

## 구조
섬식 상대 승강장 3면 5선의 지상 역